# روزويل رود
روزويل رود (بالإنجليزية: Roswell Rudd)‏ هو ملحن وعازف جاز أمريكي، ولد في 17 نوفمبر 1935 في شارون ‏ في الولايات المتحدة، وتوفي في 21 ديسمبر 2017 في كرهونكسون في الولايات المتحدة بسبب سرطان.

## وصلات خارجية
- روزويل رود على موقع ميوزك برينز (الإنجليزية)
- روزويل رود على موقع أول ميوزيك (الإنجليزية)
- روزويل رود على موقع ديسكوغز (الإنجليزية)